# Oklahoma
L'Oklahoma (AFI: /oklaˈɔma/) (in cherokee Asgaya gigageyi / ᎠᏍᎦᏯ ᎩᎦᎨᏱ; o traslitterato dall'inglese come ᎣᎦᎳᎰᎹ, ovvero òɡàlàhoma; sigla = OK) è uno Stato federato situato nella regione censuaria degli Stati Uniti Centrali del Sud, negli Stati Uniti. Con una popolazione stimata intorno ai 3 953 079 a luglio 2018 e una superficie di 181295 km², l'Oklahoma è il 28º stato più popoloso e il 20º più grande.
Il nome deriva dalle parole choctaw okla e humma, che letteralmente significano "persona rossa"; negli Stati Uniti è anche conosciuto con il soprannome di The Sooner State, in riferimento ai primi coloni statunitensi, chiamati "Sooners". Nato dall'unione tra il Territorio dell'Oklahoma e il Territorio indiano, il 16 novembre 1907 l'Oklahoma divenne il 46º stato ad entrare nell'unione. I suoi abitanti sono noti con il nome di Oklahomans o meno formalmente Okies, e la città più popolosa, nonché la capitale, è Oklahoma City, anche capoluogo della contea di Oklahoma. Questo rende l'Oklahoma l'unico stato a condividere il suo nome con il nome della capitale.
Maggior produttore di gas naturale, petrolio e prodotti agricoli, l'Oklahoma basa la sua economia su energia, telecomunicazioni e biotecnologie, attività che l'hanno reso nel 2007 uno degli stati con il più rapido sviluppo economico, tra i primi posti per reddito dei suoi cittadini e per crescita del PIL. Oklahoma City e Tulsa sono il fulcro della vita economica dello stato in quanto circa il 60% della popolazione vive in queste due aree metropolitane.
Con un'alta presenza di piccole catene montuose, prati, altopiani e foreste (in particolare orientali), la maggior parte dello stato dell'Oklahoma è situata nella regione delle Grandi Pianure, ed è particolarmente soggetta al maltempo. Oltre ad essere popolata in prevalenza da discendenti di inglesi, tedeschi, scozzesi, irlandesi e nativi americani, vengono parlate più di 25 lingue native americane in Oklahoma, secondo solo alla California.

## Storia
Esistono delle fonti che provano il passaggio attraverso lo stato di diversi popoli indigeni già a partire dall'ultima glaciazione. Antenati delle tribù dei Wichita e dei Caddo vivevano nel territorio compreso adesso nell'Oklahoma. Il centro più occidentale della Cultura del Mississippi era Spiro Mounds, che si trova presso la città di Spiro. L'esploratore conquistatore spagnolo Francisco Vázquez de Coronado attraversò lo stato nel 1541, ma gli esploratori francesi nel 1700 reclamarono il territorio; l'Oklahoma rimase sotto dominio francese fino al 1803, quando l'intero territorio francese ad ovest del fiume Mississippi è stato acquistato dagli Stati Uniti durante l'Acquisto della Louisiana.

Nel corso del XIX secolo migliaia di nativi americani furono espulsi dalle loro terre ancestrali da tutto il Nord America e trasportati nel territorio compreso attualmente dallo stato dell'Oklahoma. Un totale di 17 000 Cherokee e 2 000 dei loro schiavi neri furono deportati. Utilizzato come riserva indiana (1830), gran parte del territorio fu assegnato alle cosiddette "Cinque tribù civilizzate"; proprio per questo lo stato era anche noto come "Indian Territory" o "Indian Country". L'occasione per colonizzare anche questa regione fu data dalla Guerra di Secessione americana. Infatti, molte tribù dell'Oklahoma possedevano schiavi e parteggiarono per i Confederati sudisti. Con la sconfitta, tali tribù furono private di gran parte della regione occidentale del territorio che fu data ad altre tribù ed in parte agli europei. La schiavitù nello stato venne abolita nel 1866. Fu però con la costruzione della ferrovia (1870-1872) che fu facilitata la grande penetrazione dei coloni bianchi. 
Nel 1881 quattro dei cinque sentieri principali del bestiame sulla frontiera occidentale attraversavano il paese. Nel 1889 il presidente Harrison fece assegnare una larga striscia del territorio a 20 000 coloni.
Per favorirne ulteriormente la colonizzazione, sempre nel 1889 si aprì la cosiddetta corsa alla terra dell'Oklahoma, a cui parteciparono circa 100 000 persone per il possesso di 42 000 poderi. Molti partecipanti alla corsa, contravvenendo alle regole della stessa, si accaparrarono in anticipo gli appezzamenti, da qui il soprannome The Sooner State, lo Stato di quelli che arrivarono prima (sooner in inglese). All'inizio del XX secolo il quartiere Greenwood di Tulsa era una delle comunità afro-americane più prosperose degli interi Stati Uniti.
Il territorio fu allora suddiviso in due parti: il Territorio indiano e quello dell'Oklahoma, divenendo nel 1906 un unico stato.
Il 16 novembre 1907 divenne il 46º stato dell'unione. Nel 1915 aumentarono le tensioni razziali, a causa di una forte presenza di attivisti del Ku Klux Klan. A dimostrazione di ciò si ricorda il Tulsa Race Riot del 1921, dove furono uccisi circa 300 neri in sedici ore di disordini, che provocarono inoltre di danni alle proprietà per 1,8 milioni di $.
Verso il 1920 la tribù degli Osage raggiunse il più alto reddito pro capite del mondo, in seguito alla scoperta dei giacimenti di petrolio nella loro terra. Verso la fine degli anni venti il KKK cominciò a diminuire sensibilmente i suoi consensi nel paese.
Il 3 maggio 1999 lo stato dell'Oklahoma è stato colpito da una serie devastante di 59 tornado. Il 31 maggio 2016 diverse città hanno subito forti inondazioni.
Il 9 luglio 2020 la Corte Suprema degli Stati Uniti ha stabilito nella sentenza McGirt v. Oklahoma che quasi la metà del territorio dell'Oklahoma deve considerarsi una riserva indiana ai fini della legge penale federale statunitense.

## Geografia

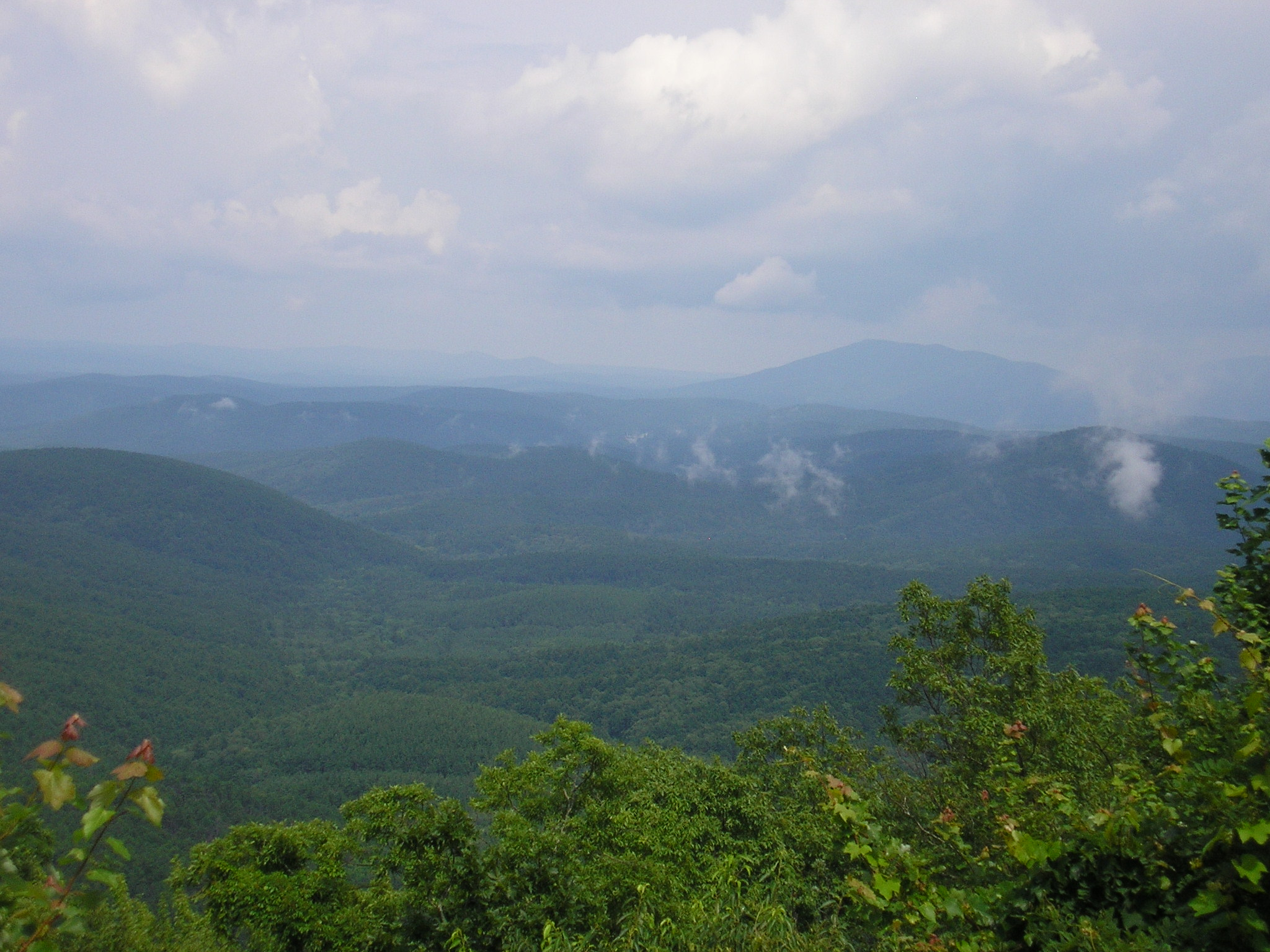
I Monti Ouachita coprono il sud-est dell'Oklahoma

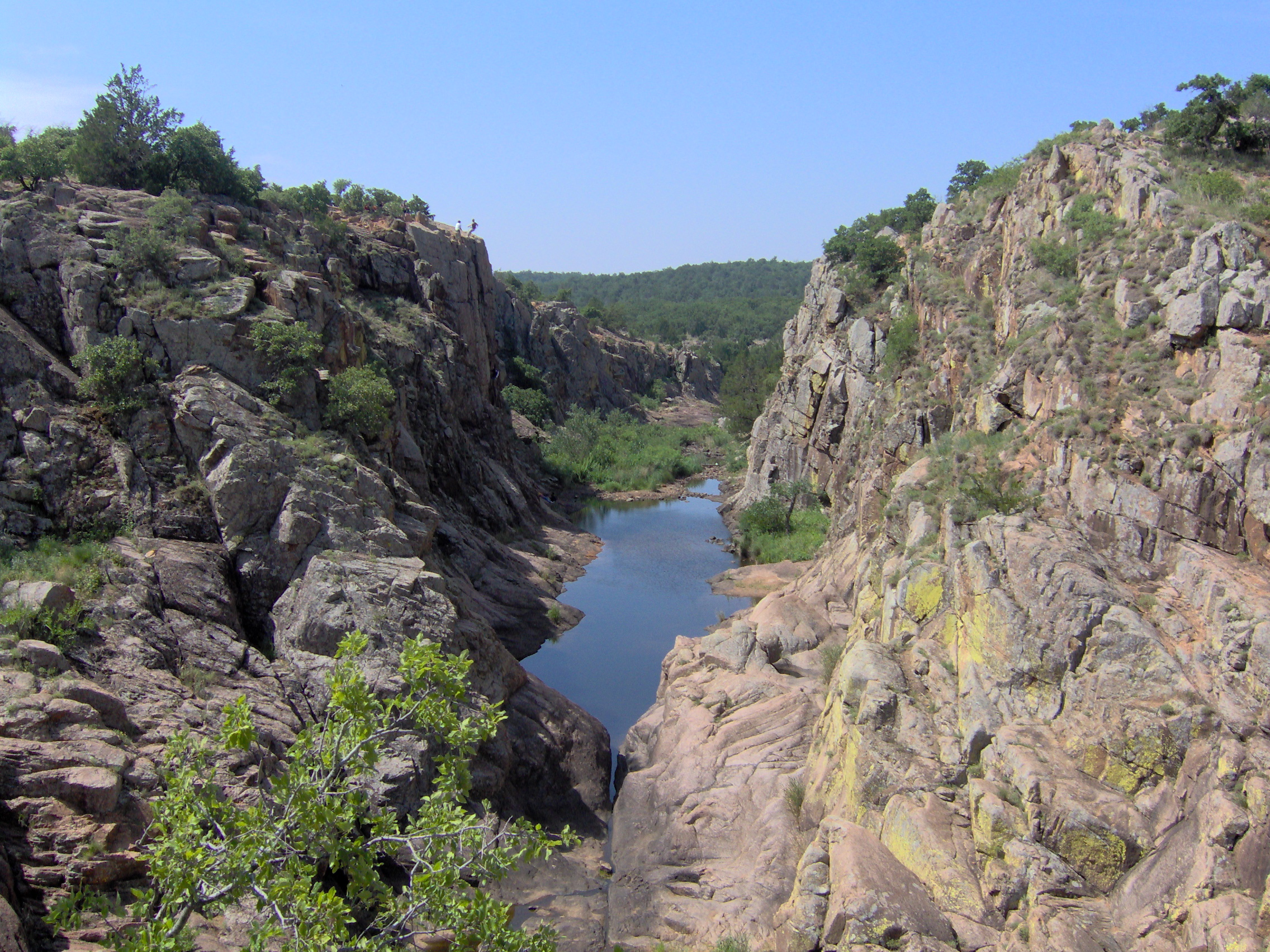
Il Wichita Canyon

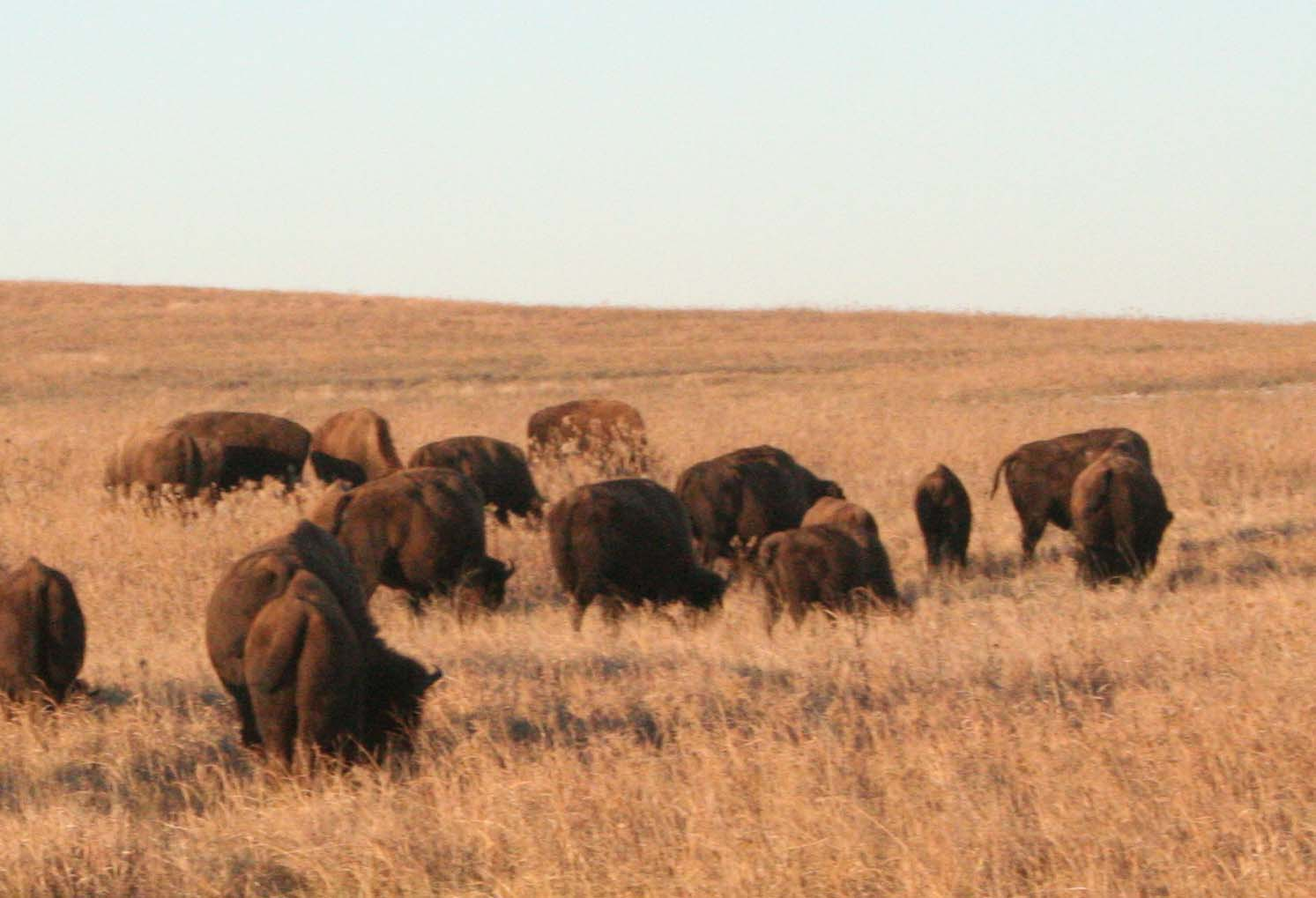
Una popolazione di bisonti americani

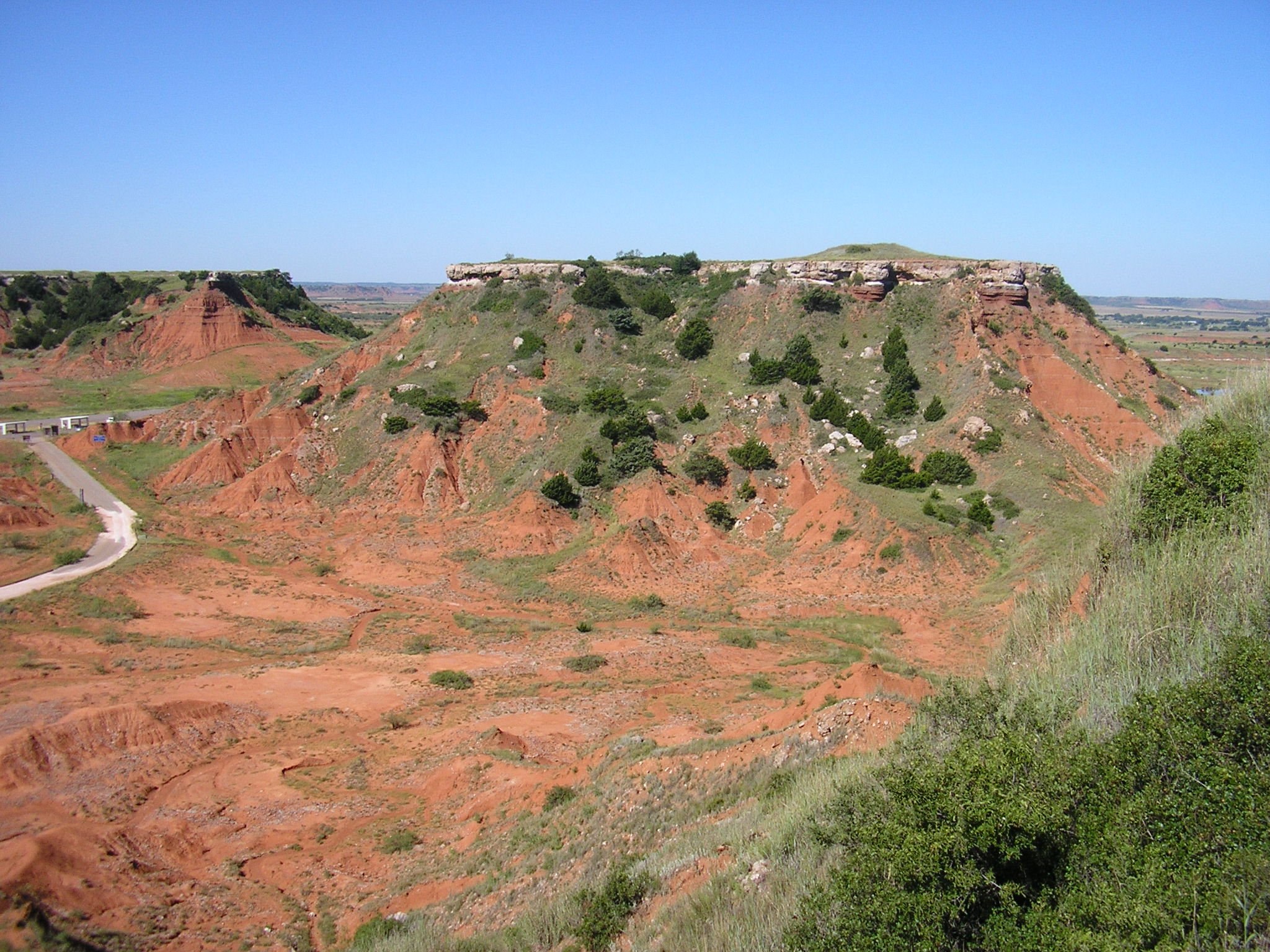
Una vista dei Monti Glass in uno dei parchi nazionali dell'Oklahoma

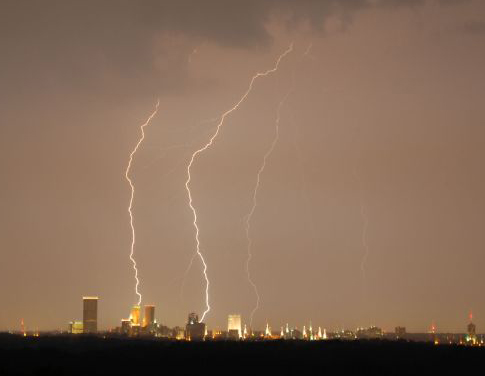
Il clima dell'Oklahoma è famoso per la formazione dei temporali.

La geografia dell'Oklahoma comprende diversi ecosistemi che vanno dalle aride pianure alle foreste subtropicali alle montagne. Sono presenti dieci distinte regioni ecologiche. Fa parte dei sei stati che compongono la cosiddetta Frontier Strip e si trova in parte nella regione delle Grandi Pianure vicino al centro geografico degli Stati Uniti continentali. Confina a est con l'Arkansas e il Missouri, a nord con il Kansas, a nord-ovest con il Colorado, a ovest con il Nuovo Messico e a sud con il Texas. L'Oklahoma ha 4 catene montuose principali: i Monti Ouachita, i Monti Arbuckle, i Monti Wichita e l'Altopiano d'Ozark.
Una parte delle Flint Hills si estende nell'Oklahoma centro-settentrionale; nello stato sono note come Osage Hills. Il WWF designa le Flint Hills come un'ecoregione distinta dal resto delle praterie delle Grandi Pianure. Nei pressi di Poteau si trova invece la collina più alta al mondo, la Cavanal Hill, alta 1 999 piedi (609 m).
I corsi d'acqua dell'Oklahoma sono composti da più di 500 fiumi e torrenti con un nome, oltre a 200 laghi creati dalle dighe; lo stato detiene il maggior numero di serbatoi nella nazione. L'Oklahoma è il 20º stato più grande degli Stati Uniti d'America; copre un'area di 69 898 miglia quadrate (181035 km²), di cui 68 667 miglia quadrate (177847 km²) sono costituite dalla terra ferma, mentre 1 281 miglia quadrate (3188 km²) dall'acqua. Generalmente è diviso in sette regioni geografiche: Green Country (nord-est), Kiamichi Country (sud-est), Frontier Country (centro), Chickasaw Country (centro-sud), Great Plains Country (sud-ovest), Red Carpet Country (nord-ovest), e Oklahoma Panhandle (estremità occidentale).

### Topografia
Situato tra le Grandi Pianure e l'Altopiano d'Ozark nello spartiacque del Golfo del Messico, l'Oklahoma tende a una graduale pendenza verso il basso dai confini occidentali a quelli orientali. I suoi punti più alti e più bassi seguono questa tendenza: la vetta più alta, ovvero la Black Mesa, è situata infatti nella parte nord-ovest dell'Oklahoma Panhandle, 4 368 piedi (1 516 metri) sul livello del mare. Il punto più basso dello stato si trova sul Little River, un affluente del Red River, nella parte sud-orientale dello stato, situato a 289 piedi (88 m) sopra il livello del mare.
La maggior parte dello stato è situato in due bacini idrografici primari appartenenti ai fiumi Red e Arkansas; inoltre contiene un importante bacino idrografico anche il fiume Little, affluente del Red. Le pianure occidentali sono parzialmente interrotte da piccole catene montuose come le Antelope Hills e le Wichita Mountains; le praterie e i boschi ricoprono la parte centrale dello stato.
L'Oklahoma possedeva pochi laghi naturali. Gli unici presenti erano o delle lanche o asciutti. Erano presenti 62 lanche di dimensioni superiori ai 10 acri (0,040 km²). La più grande, nei pressi del fiume Red nella contea di McCurtain è di 272 acri (1,10 km²). La siccità prolungata che ebbe inizio nel 1930 creò una situazione nota come "Dust Bowl", che portò alla costruzione di un gran numero di serbatoi in tutto lo stato. Ora l'Oklahoma con più di 200 laghi creati dalle dighe supera tutti gli altri stati degli Stati Uniti.

### Flora e fauna
Le foreste ricoprono circa il 24% dell'intero stato dell'Oklahoma, che è inoltre incluso nella Prateria nordamericana. Nella contea di Osage è inoltre presente la Tallgrass Prairie Preserve. Nelle regioni occidentali dello stato dove le precipitazioni sono scarse, la Shortgrass prairie e gli arbusti sono gli ecosistemi più importanti, anche se i Pinyon pine, i ginepri e i Pinus ponderosa crescono vicino ai fiumi e ai letti dei torrenti nell'estremo lembo occidentale della striscia di terra. Le paludi, i boschi di cipressi e i miscugli tra i Pinus echinata, i Pinus taeda, e i Sabal minor dominano la parte sud-orientale dell'Oklahoma, mentre le querce, gli olmi, i cedri e i pini coprono l'Altopiano d'Ozark nel nord-est dell'Oklahoma. Acer saccharum, Acer grandidentatum, Quercus virginiana, e Nolina ricoprono la parte meridionale dello stato e le montagne di Wichita.
Lo stato ospita popolazioni di cervo della Virginia, cervo mulo, antilocapra, coyote, puma, lince rossa, wapiti e di uccelli quali quaglie, tortore, cardinali, aquile di mare dalla testa bianca, poiane dalla coda rossa e fagiani. Negli ecosistemi di prateria sono comuni bisonti americani, tetraoni di prateria, tassi e armadilli e alcune delle più estese città di cani della prateria abitano le praterie di erba corta nel Panhandle. Le Cross Timbers, una regione di transizione tra la prateria e le aree boschive nell'Oklahoma centrale, ospitano 351 specie di vertebrati. I Monti Ouachita sono la dimora di popolazioni di orsi neri, volpi rosse, volpi grigie e lontre canadesi, che nell'Oklahoma sud-orientale coesistono con 328 specie di vertebrati. Nell'Oklahoma sud-orientale vive anche l'alligatore del Mississippi.

### Aree protette
L'Oklahoma possiede 41 parchi statali, due foreste nazionali protette e una rete di riserva di specie e di aree protette. Il 6% dei 10 milioni di acri dello stato (più di 40000 km²) composti dalle foreste sono suolo pubblico, comprese le parti occidentali della Ouachita National Forest, la più grande e antica foresta nazionale nel sud degli Stati Uniti. La Tallgrass Prairie Preserve, situata nella contea di Osage, occupa 39 000 acri (160 km²), mentre la Black Kettle National Grassland, situata nella contea di Roger Mills, occupa 31 300 acri (127 km²). Il Wichita Mountains Wildlife Refuge è il più grande e antico dei nove rifugi della fauna selvatica nazionale dello Stato; fondato nel 1901, occupa un territorio di 59 020 acri (238,8 km²). Il parco o il sito ricreativo federale più grande è la Chickasaw National Recreation Area, che occupa 4 500 acri (18 km²). Altri siti federali protetti includono la Santa Fe Trail, il Sentiero delle lacrime, il Fort Smith National Historic Site, il Washita Battlefield National Historic Site, e l'Oklahoma City National Memorial.

### Clima
L'Oklahoma si trova in una regione subtropicale umida, in una zona di transizione tra un clima continentale umido al nord, un clima semi-arido ad ovest, e un clima umido subtropicale nel centro, nel sud e nella parte orientale dello stato. La maggior parte del paese è compreso nella regione nota come Tornado Alley caratterizzata da frequenti interazioni tra l'aria fredda e secca canadese, l'aria calda proveniente dal Messico e dal sud-ovest degli Stati Uniti, e l'aria calda e umida del Golfo del Messico. Le interazioni tra queste tre correnti d'aria contrastanti producono maltempo (forti temporali, dannosi venti di tempesta, intense grandinate e trombe d'aria). Una media di 62 tornado colpiscono lo stato ogni anno, uno dei tassi più alti del mondo. L'intero stato attraversa frequentemente periodi dove le temperature superano i 38 °C e altri dove si abbassano sotto i −18 °C.
| Le temperature mensili nelle città più grandi dell'Oklahoma |       |       |       |       |       |       |       |       |       |       |       |       |
| Città                                                       | Gen   | Feb   | Mar   | Apr   | Mag   | Giu   | Lug   | Ago   | Set   | Ott   | Nov   | Dic   |
| Oklahoma City                                               | 10/-2 | 13/01 | 17/05 | 23/10 | 27/16 | 31/20 | 34/22 | 34/22 | 29/17 | 23/11 | 17/04 | 11/-1 |
| Tulsa                                                       | 9/-3  | 12/-1 | 17/04 | 22/09 | 26/15 | 31/20 | 34/23 | 34/22 | 29/17 | 23/11 | 16/04 | 9/-1  |
| Lawton                                                      | 10/-3 | 13/-1 | 18/04 | 23/09 | 28/15 | 32/20 | 36/23 | 35/22 | 30/17 | 24/11 | 17/04 | 11/-1 |
| Temperatura massima/minima media in °C                      |       |       |       |       |       |       |       |       |       |       |       |       |

## Origini del nome
Il nome Oklahoma deriva dalle parole Choctaw okla homma, che letteralmente significa "terra delle persone rosse". Allen Wright fu il primo a suggerire il nome nel 1866, durante i trattati con il governo federale riguardo alle sorti del Territorio indiano, che doveva essere totalmente controllato dagli Stati Uniti. Equivalente alla parola inglese indiano, okla humma era una parola usata dalle tribù indiane per descrivere le popolazioni che vivevano nella zona. In seguito, Oklahoma divenne di fatto il nome assegnato a tutto il territorio, e venne adottato ufficialmente nel 1890, due anni dopo l'inizio della colonizzazione da parte dei bianchi.

## Economia
L'Oklahoma è il 27º stato più produttivo per quanto riguarda l'agricoltura, ed è al quinto posto sia nell'allevamento del bestiame che nella produzione di grano. Circa il 5,5% del manzo americano proviene dallo stato dell'Oklahoma, che produce inoltre 6,1% del grano, il 4,2% dei prodotti per i maiali e il 2,2% dei prodotti lattiero-caseari. Nel 2012 erano presenti 85 500 aziende agricole; il pollame e i suini sono la seconda e la terza industria agricola più grande. Lo stato è un importante produttore di cibo, gas naturale, e aerei, ed è il terzo posto nella nazione per la produzione di gas naturale. Quattro aziende della Fortune 500 e sei della Fortune 1000 sono situate nel Sooner State. Il settore pubblico fornisce il maggior numero di posti di lavoro, con 339 300 occupati nel 2011, seguito dal settore dei trasporti e dei servizi, che fornisce 279 500 posti di lavoro, e dai settori dell'istruzione, delle imprese, e della produzione, che forniscono rispettivamente 207 800, 177 400 e 132 700 posti di lavoro. Il settore aerospaziale genera $ 11 miliardi di dollari all'anno. Grazie alla sua posizione geografica, lo stato dell'Oklahoma fornisce un importante contributo alle strutture logistiche e ai mutamenti atmosferici. OG&E è stata la prima azienda elettrica nel 2003 in Oklahoma a generare energia elettrica dagli impianti eolici.

### Generazione eolica
| Generazione eolica in Oklahoma (GWh, Million kWh) Fonti: | Generazione eolica in Oklahoma (GWh, Million kWh) Fonti: | Generazione eolica in Oklahoma (GWh, Million kWh) Fonti: | Generazione eolica in Oklahoma (GWh, Million kWh) Fonti: | Generazione eolica in Oklahoma (GWh, Million kWh) Fonti: | Generazione eolica in Oklahoma (GWh, Million kWh) Fonti: | Generazione eolica in Oklahoma (GWh, Million kWh) Fonti: | Generazione eolica in Oklahoma (GWh, Million kWh) Fonti: | Generazione eolica in Oklahoma (GWh, Million kWh) Fonti: | Generazione eolica in Oklahoma (GWh, Million kWh) Fonti: | Generazione eolica in Oklahoma (GWh, Million kWh) Fonti: | Generazione eolica in Oklahoma (GWh, Million kWh) Fonti: | Generazione eolica in Oklahoma (GWh, Million kWh) Fonti: | Generazione eolica in Oklahoma (GWh, Million kWh) Fonti: |
| Anno                                                     | Totale                                                   | Gennaio                                                  | Febbraio                                                 | Marzo                                                    | Aprile                                                   | Maggio                                                   | Giugno                                                   | Luglio                                                   | Agosto                                                   | Settembre                                                | Ottobre                                                  | Novembre                                                 | Dicembre                                                 |
| -------------------------------------------------------- | -------------------------------------------------------- | -------------------------------------------------------- | -------------------------------------------------------- | -------------------------------------------------------- | -------------------------------------------------------- | -------------------------------------------------------- | -------------------------------------------------------- | -------------------------------------------------------- | -------------------------------------------------------- | -------------------------------------------------------- | -------------------------------------------------------- | -------------------------------------------------------- | -------------------------------------------------------- |
| 2009                                                     | 2 698                                                    | 183                                                      | 182                                                      | 233                                                      | 233                                                      | 159                                                      | 175                                                      | 140                                                      | 172                                                      | 152                                                      | 253                                                      | 269                                                      | 308                                                      |
| 2010                                                     | 3 808                                                    | 252                                                      | 187                                                      | 389                                                      | 400                                                      | 305                                                      | 360                                                      | 265                                                      | 260                                                      | 311                                                      | 299                                                      | 408                                                      | 375                                                      |
| 2011                                                     | 5 369                                                    | 319                                                      | 446                                                      | 519                                                      | 531                                                      | 510                                                      | 513                                                      | 329                                                      | 335                                                      | 337                                                      | 487                                                      | 574                                                      | 469                                                      |
| 2012                                                     |                                                          | 632                                                      | 555                                                      | 744                                                      | 634                                                      | 726                                                      | 639                                                      | 570                                                      | 453                                                      | 516                                                      |                                                          | 100                                                      |                                                          |

## Sport
A causa della devastazione di New Orleans nel 2005, la squadra di NBA New Orleans Hornets cambiò sede da New Orleans a Oklahoma City. Gli Hornets sono stati la prima squadra professionistica a giocare, seppur temporaneamente, nello stato. Oggi vi risiedono gli Oklahoma City Thunder.
Le squadre di baseball militanti nei campionati minori sono:
- Tulsa Drillers (AA, a Tulsa)

Altre squadre di Oklahoma City sono:
- Oklahoma City Yard Dawgz (Arena Football League: Af2)
- Oklahoma City Lightning (football americano femminile: NWFA)
- Oklahoma City Thunder (NBA)

Altre squadre di Tulsa sono:
- Tulsa Oilers (Hockey su ghiaccio: CHL)
- Tulsa 66ers (Basket: NBA Development League)

Altre squadre di Enid sono:
- Oklahoma Storm (Basket: United States Basketball League)

## Sistema giudiziario
Il sistema giudiziario dell’Oklahoma è costituito dalla Corte Suprema, Corte d'Appello di cause penali, la Corte d'appello in materia civile e 77 tribunali distrettuali. I servizi amministrativi per il sistema giudiziario sono forniti dall'Ufficio esecutivo dei tribunali. A differenza di molti Stati, Oklahoma dispone di due campi di ultima istanza. Tuttavia, la Corte Suprema dello Stato è competente a decidere quale campo ha giurisdizione su un caso.

## Politica
| Anno | Repubblicani     | Democratici    |
| ---- | ---------------- | -------------- |
| 2020 | 65,37% 1 020 280 | 32,29% 503 890 |
| 2016 | 65,32% 949 136   | 28,93% 420 375 |
| 2012 | 66,77% 891 325   | 33,23% 443 547 |
| 2008 | 65,65% 960 165   | 34,35% 502 496 |
| 2004 | 65,57% 959 792   | 34,43% 503 966 |
| 2000 | 60,31% 744 337   | 38,43% 474 276 |
| 1996 | 48,26% 582 315   | 40,45% 488 105 |
| 1992 | 42,65% 592 929   | 34,02% 473 066 |
| 1988 | 57,93% 678 367   | 41,28% 483 423 |
| 1984 | 68,61% 861 530   | 30,67% 385 080 |
| 1980 | 60,50% 695 570   | 34,97% 402 026 |
| 1976 | 49,96% 545 708   | 48,75% 532 442 |
| 1972 | 73,70% 759 025   | 24,00% 247 147 |
| 1968 | 47,68% 449 697   | 31,99% 301 658 |
| 1964 | 44,25% 412 665   | 55,75% 519 834 |
| 1960 | 59,02% 533 039   | 40,98% 370 111 |

Lo Stato dell'Oklahoma fa parte dell'Unione federale degli Stati Uniti d'America, è dotato di un proprio parlamento e di un proprio governatore. L'Oklahoma mantiene la pena di morte, che viene effettuata tramite iniezione letale. L'Oklahoma è uno degli stati più conservatori degli Stati Uniti ed è un feudo del Partito Repubblicano dagli anni '80 rispetto alle elezioni presidenziali. Dalle elezioni presidenziali del 2004, nessun candidato democratico è riuscito a conquistare la maggioranza dei voti in una singola contea dello stato.
Tuttavia, il Partito Democratico ha dominato la politica locale e statale dello Stato per quasi tutto il XX secolo, soprattutto nell'area meridionale ed occidentale dello stesso (Little Dixie), e fino agli anni '60 anche a livello di elezioni nazionali era una roccaforte democratica (poi divenne uno swing state per trent'anni). Sino alle elezioni statali del 2004 i democratici ancora mantenevano la maggioranza nella legislatura statale e fino a quella data il governatore era il democratico Brad Henry. Da quel periodo in poi i democratici sono diventati sempre più marginali nella politica okies e nel 2016 hanno anche perso per la prima volta nella storia statale la maggioranza di iscritti alle liste elettorali dello stato.
L'Oklahoma è suddiviso in contee e la capitale è Oklahoma City. Lo Stato confina con Texas, Nuovo Messico, Colorado, Kansas, Missouri e Arkansas.

### Istituzioni Governative
Il sistema istituzionale dell'Oklahoma è suddiviso in due camere: un Senato ed una Camera.
Il senato è composto da 48 parlamentari con incarico della durata di quattro anni, la Camera è composta da 101 parlamentari con un incarico della durata di due anni. Ogni eletto non può prestare servizio con un seggio nel parlamento statale per più di dodici anni cumulativi tra Camera e Senato.
Al titolo di Governatore dello Stato c'è Kevin Stitt (repubblicano).

### Suddivisione amministrativa
Lo stato dell'Oklahoma è suddiviso in 77 contee locali.

## Città
La città più popolosa è la capitale Oklahoma City, altra grande città è Tulsa. Il 58% degli abitanti dello Stato vive nelle aree metropolitane di queste due città. Solo Lawton ed Enid, tra le prime città per numero di abitanti, non fanno parte di questi due agglomerati.
Da una stima del 2018 queste sono le prime 10 città per numero di abitanti:
1. Oklahoma City, 649 021
2. Tulsa, 403 035
3. Norman, 123 471
4. Broken Arrow, 109 171
5. Edmond, 93 127
6. Lawton, 92 859
7. Moore, 62 103
8. Midwest City, 57 325
9. Stillwater, 50 391
10. Enid, 49 585

## Società
Stando alle stime del 2020la popolazione dell’Oklahoma era così suddivisa:
- Bianchi - 75,5%
  - Ispanici - 11,9%
- Nativi americani o dell’Alaska - 16%
- Neri - 9,7%
- Altre etnie - 9%
- Asiatici - 3,1%
- Nativi delle Hawaii e delle isole del Pacifico - 0,4%

### Religione
- Cristiani: 85%
  - Protestanti: 77%
    - Battisti: 32%
    - Metodisti: 12%
    - Pentecostali: 7%
    - Chiesa di Cristo: 4%
    - Presbiteriani: 3%
    - Altri Protestanti: 19%

  - Cattolici: 7%
  - Altri Cristiani: 1%
- Altro: 1%
- Atei: 14%